# Stobreč
Stobreč je naselje na Hrvaškem, ki upravno spada pod mesto Split; le-ta pa spada pod Splitsko-dalmatinsko županijo.
Strobeč je naselje v Dalmaciji 8 km jugovzhodno od Splita. Leži na manjšem polotoku, ki zapira prostrani istoimenski zaliv, z veliko plažo ob bistrem morju v bližini ustja rečice Žrnovice, ter je del širšega splitskega mestnega področja.
V naselju stoji župnijska cerkev sv. Lovre. Naselje obstaja že od antičnih časov, ko je bilo grška kolonija, kasneje rimsko naselje imenovano Epetium. Iz tega obdobja so bili najdeni kameni fragmenti in napisi antičnega naselja vzidani v zgradbe. Krščanstvo se je tu razširilo v začetku 4. stoletja. Na ostankih starih gradenj, verjetno še iz časov rimskega obdobja, je bila konec 5. stoletja in v začetku 6. stoletja postavljena triladijska bazilika posvečena rimskemu mučeniku Lavrenciju. V začetku 7. stoletja je bilo naselje ob slovansko-avarskih vdorih  porušeno in se je po določenem času spremenilo v podeželsko naselje, ki je postalo del staro hrvaške županije s sedežem v Klisu. Na ostankih bazilike so bile postavljene zgradbe benediktinskega samostana, v njeni apsidi pa je bila postavljena zgodnjesrednjeveška cerkvica sv. Lovre, kasneje Gospa od Karmele.  Samostan je bil verjetno porušen v času turških vpadov v 16. in 17. stoletja. V tem času je bil Strobeč del beneške Dalmacije, ter ob Klisu najmočneje utrjeno oporišče v okolici Splita.

## Demografija
| Pregled števila prebivalcev po letih | Pregled števila prebivalcev po letih | Pregled števila prebivalcev po letih | Pregled števila prebivalcev po letih | Pregled števila prebivalcev po letih | Pregled števila prebivalcev po letih | Pregled števila prebivalcev po letih | Pregled števila prebivalcev po letih | Pregled števila prebivalcev po letih | Pregled števila prebivalcev po letih | Pregled števila prebivalcev po letih | Pregled števila prebivalcev po letih | Pregled števila prebivalcev po letih | Pregled števila prebivalcev po letih | Pregled števila prebivalcev po letih |
| ------------------------------------ | ------------------------------------ | ------------------------------------ | ------------------------------------ | ------------------------------------ | ------------------------------------ | ------------------------------------ | ------------------------------------ | ------------------------------------ | ------------------------------------ | ------------------------------------ | ------------------------------------ | ------------------------------------ | ------------------------------------ | ------------------------------------ |
| 1857                                 | 1869                                 | 1880                                 | 1890                                 | 1900                                 | 1910                                 | 1921                                 | 1931                                 | 1948                                 | 1953                                 | 1961                                 | 1971                                 | 1981                                 | 1991                                 | 2001                                 |
| 197                                  | 220                                  | 227                                  | 277                                  | 350                                  | 371                                  | 362                                  | 465                                  | 461                                  | 509                                  | 685                                  | 900                                  | 2158                                 | 4708                                 | 5837                                 |